# Львівська маївка 1890 року
Львівська маївка 1890 року — перша маївка на українських землях. Організована комітетом, створеним у березні 1890 року австрійськими і польськими соціал-демократами у Львові на виконання ухваленого в липні 1889 II (Паризьким) конгресом ІІ Інтернаціоналу рішення про проведення 1 травня щорічних демонстрацій солідарності трудящих. Ці демонстрації мали проводитися в пам'ять про виступи робітників Чикаго (США) 1 травня 1886 з вимогами запровадження 8-годинного робочого дня.
1 травня 1890 у Львові біля міської ратуші (пл. Ринок) зібралися близько 4 000 польських, єврейських та українських робітників. Серед присутніх зокрема були Іван Франко та Михайло Павлик. Віче ухвалило резолюцію, в якій вимагало встановлення 8-годинного робочого дня, заборони праці дітей та нічної праці для жінок, запровадження загального виборчого права.

## Пам'ять
На будинку міської ратуші є пам'ятна таблиця на честь першого святкування на території нашої країни Дня міжнародної солідарності трудящих 1 травня 1890.